# Bocchino della Brignola
Il Bocchino della Brignola (2.256 m s.l.m.) è un valico delle Alpi liguri situato in provincia di Cuneo. Collega la conca dei laghi della Brignola con quella del lago Raschera, in alta val Corsaglia (Alpi Liguri).

## Toponimo
Il termine bocchino viene usato nelle Alpi del Marguareis per riferirsi ad un valico, come ad esempio il Bocchino dell'Aseo o Bocchino delle Scaglie (rispettivamente ad est e ad ovest del Mogioie). Il toponimo Brignola potrebbe derivare dall'aggettivo provenzale brignoulà, che significa ondulata, levigata e che potrebbe riferirsi alla forma degli affioramenti di roccia nei pressi del sottostante lago.

## Descrizione

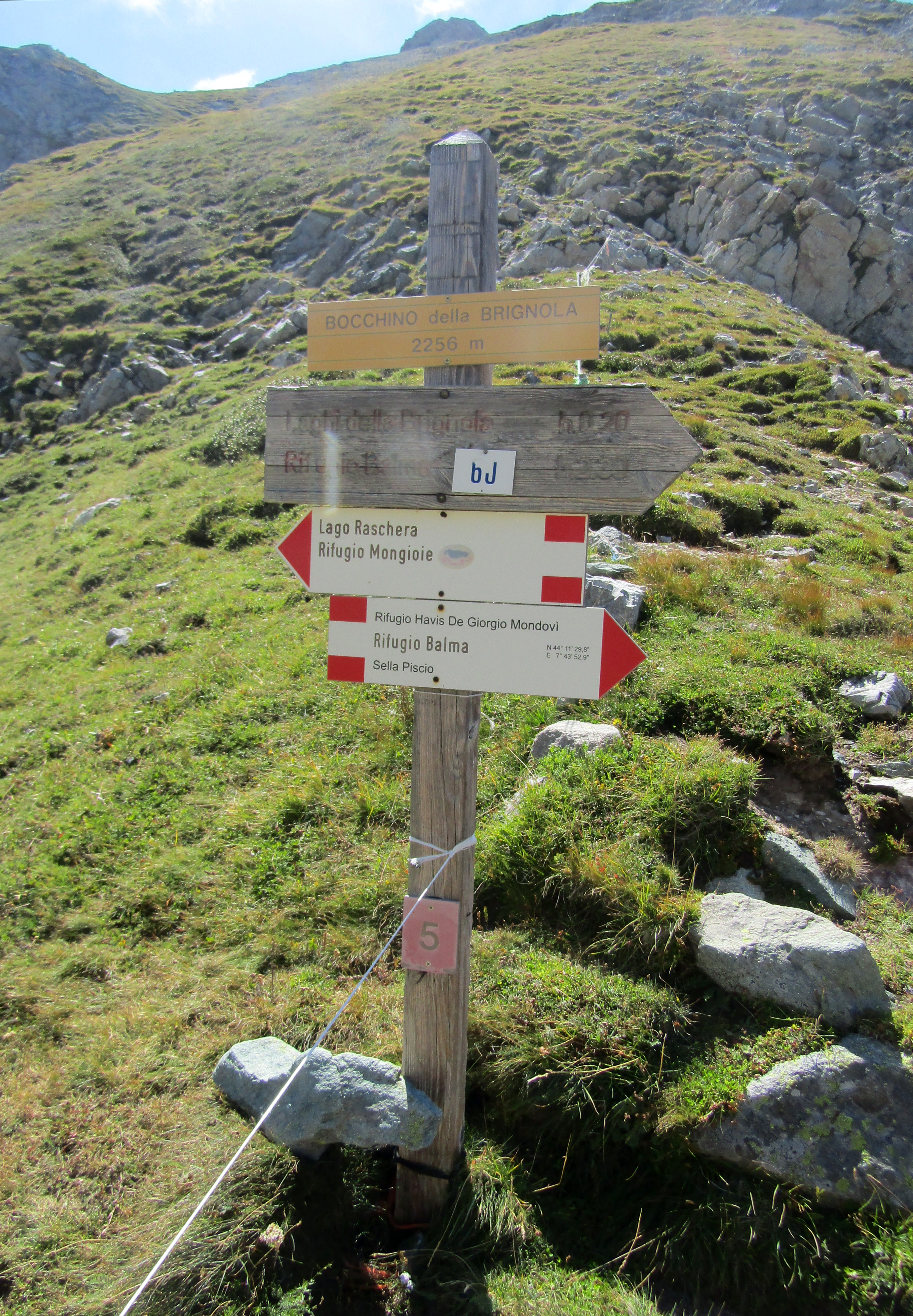
Palina segnaletica sul colle

Il valico si apre tra la cima Ferlette (a nord-est) e la Cima della Brignola (a sud ovest). La cresta di collegamento con la cima Ferlette è facilmente percorribile mentre quella che collega il Bocchino della Brignola con la cima omonima è caratterizzata da tratti ripidi e dirupati. Il valico è considerato un ottimo punto panoramico.

## Geologia
Nella zona del valico prevalgono rocce di tipo dolomitico di epoca triassica.

## Accesso

### Escursionismo estivo
Al valico si può arrivare a piedi dal Rifugio Balma, oppure dal Lago Raschera, a sua volta raggiungibile tramite una lunga sterrata agropastorale che parte dal fondovalle della Val Corsaglia.
Dal colle si può raggiungere senza grandi difficoltà la vicina Cima Ferlette.

### Sci-alpinismo
Il Bocchino della Brignola è anche raggiungibile con gli sci da sci alpinismo, e l'escursione può essere completata con quella alla cima della Brignola o svilupparsi in anelli di varia difficoltà che possono comprendere la Cima Seirasso e il Monte Mongioie.